# Zbory Boże w Bangladeszu
Zbory Boże Bangladeszu (ang. Bangladesh Assemblies of God) – chrześcijański wolny kościół protestancki o charakterze ewangelikalnym nurtu zielonoświątkowego, działający w Bangladeszu, wchodzący w skład Światowej Wspólnoty Zborów Bożych. Zbory Boże liczą w Bangladeszu 11,6 tys. wiernych w ponad 400 zborach. Pierwszy kościół we wsi Kamarol założył w 1936 roku Abdul Wadud Munshi, pionier i twórca pracy Zborów Bożych w Bangladeszu.